# Sonsorol-Inseln
Die Sonsorol-Inseln (früher auch Sonsolinseln, Sonserol oder San Andres)  sind eine Inselgruppe im Pazifischen Ozean. Sie zählen politisch zum Verwaltungsgebiet Sonsorol der Inselrepublik Palau. Von der palauischen Hauptinsel Babeldaob sind die Inseln über 300 Kilometer entfernt.
Die Gruppe besteht aus zwei kleinen etwa 1,5 Kilometer voneinander getrennten Inseln: Dongosaro, der Hauptinsel, sowie der unbewohnten Insel Fanna.